# Simon Lappin
Simon Lappin (Glasgow, 25 gennaio 1983) è un ex calciatore scozzese, di ruolo centrocampista.

## Carriera

### Club
Cresce nel St. Mirren con cui nel 2006 vince la Scottish First Division, militando quindi in massima serie nella stagione successiva.
Nel 2007 passa agli inglesi del Norwich City dove gioca con continuità per un anno e mezzo prima di essere ceduto in prestito agli scozzesi del Motherwell. Successivamente torna al Norwich dove ottiene due promozioni consecutive: nel 2010 vincendo la League One (terza serie) e poi nel 2011 giungendo secondo in Championship e salendo così in Premier League.

### Nazionale
Ha totalizzato 10 presenze con la Scozia Under 21.

## Palmarès

### Club

#### Competizioni nazionali
- Scottish First Division: 1

St. Mirren: 2005-2006
- Football League One: 1

Norwich City: 2009-2010
- FA Trophy: 1

York City: 2016-2017